# Доње Исево
Доње Исево (до 1975. године Исево) је насеље у општини Лепосавић на Косову и Метохији. Површина катастарске општине Доње Исево где је атар насеља износи 405 ha. Припада месној заједници Бистрица. Налази се на 18 km северно од Лепосавића, са леве стране горњег тока Бистричке реке. По положају и међусобној удаљености кућа село се дели на Горње и Доње Исево. Средња надморска висина села је 829 метара.
По предању назив села потиче од реци “ис”, (узвик којим се гоне овце), или од турског назива хиссе, што значи део који припада при деоби имања.
Под данашњим именом село се први пут помиње у “Даници” Вука Караџића за 1828. годину.

## Демографија
- попис становништва 1948: 150
- попис становништва 1953: 74
- попис становништва 1961: 64
- попис становништва 1971: 41
- попис становништва 1981: 29
- попис становништва 1991: 21

У селу 2004. године живи 20 становника и броји 7 домаћинстава. Данашње становништво чине родови : Ђуричићи, Ђоровићи, Пешаковићи, Милутиновићи, Чеперковићи.